# Нерпичје (Камчатка)
Нерпичје (рус. Нерпичье озеро (Камчатка)) је језеро у Русији. Налази се на територији Камчатская область. Површина језера износи 552 km².